# لويس فيليبي مينيزيس
لويس فيليبي مينيزيس (بالبرتغالية: Luís Filipe Menezes‏) هو سياسي برتغالي، ولد في 2 نوفمبر 1953 في أوفار في البرتغال. حزبياً، نشط في الحزب الديمقراطي الاجتماعي (البرتغال). وقد انتخب عضو مجلس الجمهورية ‏.